# سان-أيتيان-سور-ريسوز
سان-أيتيان-سور-ريسوز (بالفرنسية: Saint-Étienne-sur-Reyssouze)‏ هي بلدية فرنسية تقع في إقليم الآن. رمز إنسي لها هو:1352. أما الرمز البريدي لها فهو: 1190.